# 關節穿刺術
關節穿刺術（Arthrocentesis, 關節 + kentēsis, 穿刺）是使用注射器從关节囊內抽取滑液的一種醫療處置。關節穿刺術常用於診斷痛风、关节炎、以及滑液感染（如敗血性關節炎。）

## 用途
一般來說，若是懷疑關節有受傷、感染或是積液，都強烈建議進行關節穿刺術。

### 診斷
關節穿刺術可以用來診斷敗血性關節炎或結晶性關節病變。若是敗血性關節炎，最好是用抗生素進行治療之前，進行關節穿刺術，以取得治療前的滑液樣本。

### 治療
在關節積液或是關節積血的情形時，將滑液抽出有助於減輕關節的壓力，讓疼痛減緩。也可以在關節囊中注射皮質類固醇藥物，有減輕疼痛及抗發炎的效果，特別是類風濕性關節炎及較少見的骨关节炎。在注射皮質類固醇前需要確認不是敗血性關節炎，因為皮質類固醇會讓關節感染更加惡化。有時需針對敗血性關節炎反覆的將滑液抽出，但比較少見。

## 外部連結
- http://www.medicinenet.com/joint_aspiration/article.htm （页面存档备份，存于）